# Porter (Bier)

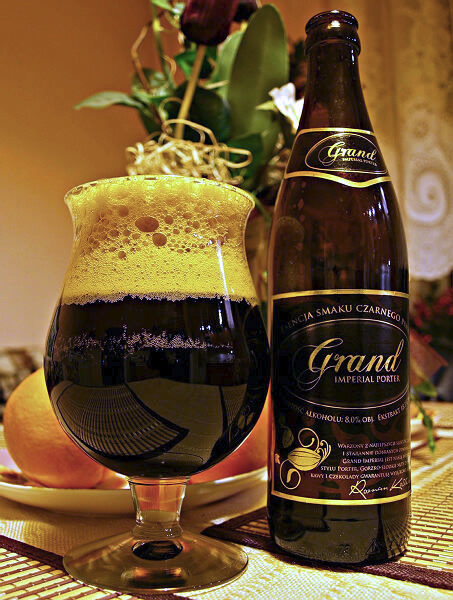
Glas und Flasche eines Grand Imperial Porter

Porter ist ein dunkles, oft tiefschwarzes Bier mit einem malzigen oder gar röstmalzbetonten Geschmack. Traditionell war Porter häufig stark gehopft und daher herb. Heute steht der Begriff für verschiedene Arten von Bier. Im englischen Sprachraum bezeichnet es ein meist (aber nicht immer) obergäriges Bier mit einem Alkoholgehalt von 5 % Vol. In anderen Ländern, so auch in Deutschland, steht „Porter“ für ein teilweise untergäriges, dunkles Starkbier mit 7–9 % Vol. Alkohol. Diese Variante ist vor allem im Ostseeraum populär und wird deswegen im englischen Sprachraum als „baltic porter“ bezeichnet. In Deutschland existierte schon vor dem Ersten Weltkrieg eine süße Portervariante, die noch heute hergestellt wird. Besonders alkoholarme und extraktreiche deutsche Porter wurden auch als Ammen-, Malz-Extrakt- oder Gesundheitsbier beworben.

## Geschichte
Eine oft in Frage gestellte Herkunftsgeschichte besagt, dass im London des 18. Jahrhunderts der Vorläufer des Porters ein Getränk bestehend aus je einem Drittel Ale, gemeinem Bier und twopenny Ale gewesen sei (einem besonders hochwertigen Ale, dessen Name vom Preis einer bestimmten Menge abgeleitet war). Um 1722 habe der Londoner Brauer Harwood ein Bier namens Entire oder Entire butt gebraut, das die Eigenschaften der drei Bestandteile in sich vereint habe. Es wurde Porter genannt, weil es besonders bei den Lastträgern (englisch Porter) beliebt gewesen sei. 
Das Porterbrauen verbreitete sich schnell über ganz London und wurde insbesondere industriell in großem Maßstab durchgeführt. Aufgrund einer langen Lagerzeit war die Herstellung kapitalintensiv, wodurch eine industrielle Produktion Vorteile hatte. Im 19. Jahrhundert wurde Porter in Großbritannien in vielen Varianten und Stärken gebraut. Starker Porter wurde Stout-Porter genannt und schließlich zum Stout. Im Laufe der Jahre wurde der Begriff Porter für mittelstarke Sorten verwendet. Neben Malz, Hopfen und Hefe finden sich in den historischen Porterrezepten oftmals auch Zutaten wie Lakritze („licorice“), Capsicum, betäubend wirkende Fisch- oder Kokkelskörner (wahrscheinlich von der Scheinmyrte), Alaun, Eisenvitriol, Weinstein, ungelöschter Kalk, Leinsamen, Ingwer, Zimt und anderes mehr.
In den Ostseeraum wurde Porter spätestens im 19. Jahrhundert zunächst importiert, es wurde populär und schließlich selbst hergestellt. Ähnlich wie in Deutschland stellen die in Finnland, Estland, Lettland, Litauen, Polen und Russland gebrauten Porter meist untergärige Biere mit höherem Alkoholgehalt dar. Dieses mag einerseits daraus resultieren, dass er in England zur Zeit der Einführung noch höher war, andererseits daraus, dass das von dort zunächst importierte Bier wegen der besseren Haltbarkeit alkoholhaltiger war.
Ein besonderes Charakteristikum des Geschmacks und Geruchs von Porter, das durch die Stoffwechselprodukte der langsam wachsenden Brettanomyces-Nachgärhefen bestimmt wird (im englischen Sprachgebrauch als „Horse Blanket Flavour“, deutsch „Pferdedeckengeruch“), konnte bis zur Wende vom 19. ins 20. Jahrhundert nicht sicher reproduziert werden. Die Aufklärung der Zusammenhänge hinter dem typischen Portergeschmack ist einer Reihe von internationalen Brauwissenschaftlern zu verdanken. Insbesondere H. Van Laer, der noch übervergärende Saccharomyces-Hefen als notwendig für die Nachgärung lange gelagerter, obergäriger, englischer Biere ansah, Alfred Jörgensen, der erfolglos versuchte, das Reinzuchtsystem von Emil Christian Hansen auf die Obergärung zu übertragen und insbesondere N. Hjelte Claussen, der erstmals die Nachgärhefe isolierte, sie als Torulahefe identifizierte und ihr den Namen Brittanomyces (auch Brettanomyces) gab, trugen zum Verständnis bei. Weitere Untersuchungen zur Klassifizierung und Gärfähigkeit der Brettanomyceshefen führte dann Holger Ludvig Schiönning durch.
Im 20. Jahrhundert kam Porter in Großbritannien zunehmend aus der Mode. Guinness stellte als letzte Brauerei auf den Britischen Inseln 1973 die Produktion von Porter ein, der zuvor nur noch in wenigen Pubs in Belfast ausgeschenkt worden war. Erst 1978 wurde der Biertyp wiederbelebt, und zwar einerseits von der Timothy Taylor Brewery in Keighley, West Yorkshire, und andererseits von der damals neu von Terry Jones gegründeten Penrhos Brewery nahe Kington (Herefordshire).
In Irland wurde Porter vom Stout verdrängt. In Deutschland fristete Porter bis in die 1980er Jahre (Altbundesgebiet) ein Nischendasein und verschwand für einige Jahre, bis um die Jahrtausendwende wieder einige Porter gebraut wurden. Durchgehend wurde Porter in einigen Ländern des Ostseeraums gebraut, namentlich in Polen, wo fast jede größere Brauerei Porter herstellt.
Mit dem Aufkommen der Mikrobrauereien wird auch dort und in entsprechenden Gasthausbrauereien mancherorts wieder Porter gebraut.

## Porter in Deutschland

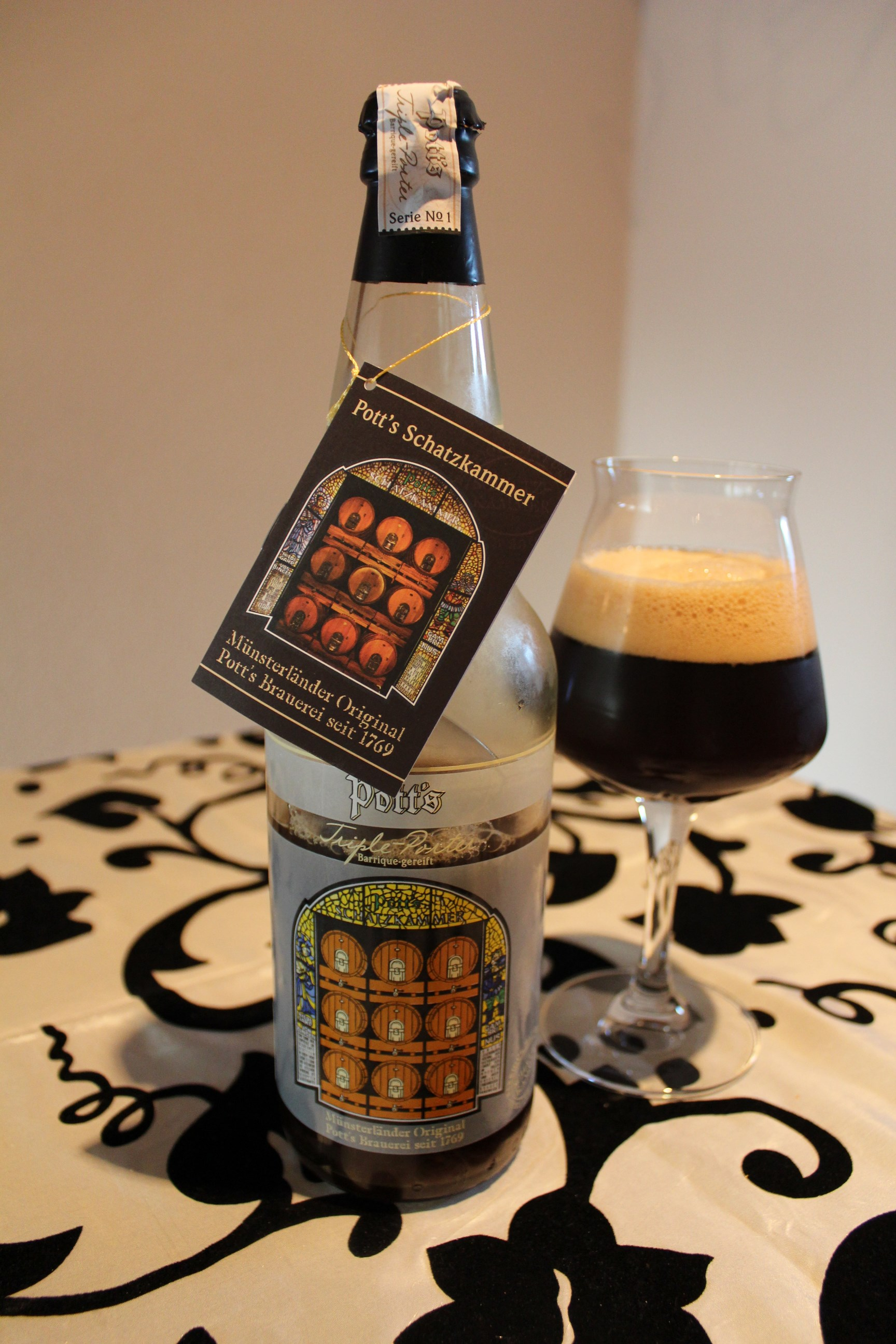
Rarität der Brauerei Pott’s: Triple-Porter mit zweijähriger Eichen-Fassreifung

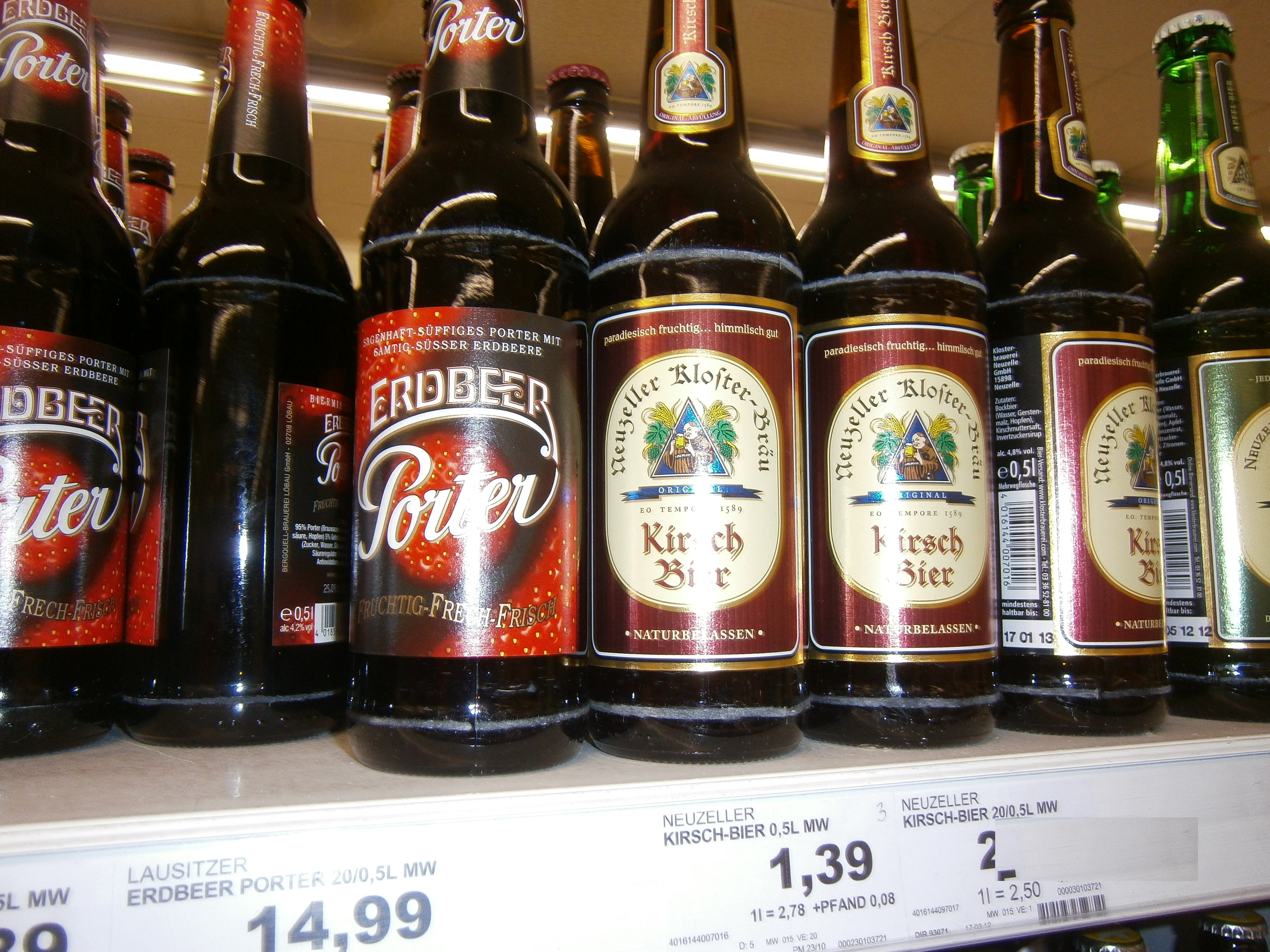
Mit den Biermixgetränken kam auch das Lausitzer Erdbeer- und Kirsch-Porter

Wie in den anderen Ländern des Ostseeraums war Porter in Deutschland traditionell ein Starkbier. Ab Beginn des 19. Jahrhunderts wurden Rezepturen und Abhandlungen publiziert, die es den deutschen Brauern erlauben sollten, das „Luxusbier“ Porter nachzubrauen. Frühe deutschsprachige Texte stammen von Bönisch, Accum, Hermbstädt und von einem ehemaligen Vorsteher der Porterbierbrauerei des Herrn Nathusius in Althaldensleben. Carl Wilhelm Schmidt beschreibt eine Rezeptur zur Herstellung eines dem englischen Vorbild vergleichbaren Porter in deutschen Brauereien ohne die Verwendung verschiedener, teils giftiger Zutaten des englischen Porters. Frühe Nennungen von Brauereien, die Porter um 1820 in Deutschland hergestellt haben, finden sich bei Hermbstädt, Johann Gottlob Nathusius in Althaldensleben, Friedmeyer in Halberstadt, die Gebrüder Scheeffer in Stettin, sowie August Heinrich Borgstede in Prillwitz in Pommern. Auf eine besonders lange Brautradition konnte die Brauerei Christian Rose in Grabow zurückblicken, die seit 1853 bis zu ihrer Schließung Anfang der 1990er Jahre durchgehend Porter gebraut hat.
Im Altbundesgebiet war nach der Einstellung der Porterproduktion in der Bremer Dreßler-Brauerei (ca. 1970) die Hoepfner-Brauerei in Karlsruhe die letzte verbliebene Porterbrauerei.
In der DDR wurde Porter durchgängig in relativ geringem Umfang gebraut und vertrieben. Brauorte waren unter anderem die Diamant-Brauerei in Magdeburg, Pritzwalk, Greußen und die Sternburg-Brauerei bei Leipzig. Die Standards für Bier, so auch für Porter, wurden in der Industrienorm TGL 7764 festgelegt. Hiernach war für Porter eine Stammwürze von 16 % bis 18 % und weitere Details bis hin zur karminroten Etikettenfarbe vorgeschrieben. Nach der TGL 7764 durfte für die Porter-Herstellung auch Kochsalz und Brettanomyces-Hefe verwendet werden. Der Preis war zentral auf 1,02 Mark für die 0,33-l-Flasche festgesetzt (zum Vergleich: einfaches Pils kostete 61 Pfennig). Er wurde jedoch angehoben, so dass 0,5 l in den 1980ern 1,90 M kosteten. Nach der Wiedervereinigung 1990 wurden die Brauereien teils geschlossen und in den anderen die Produktion von Porter eingestellt.
Seit 1998 stellt die Hoepfner-Brauerei wieder Porter in untergäriger Brautradition her. Einige andere Brauereien mit besonderen Nischenprodukten wie die Klosterbrauerei Neuzelle, zeitweise auch die Schwerter-Brauerei Meißen, schlossen sich in den folgenden Jahren an. Daneben gibt es eine industrielle Porterproduktion in der Privatbrauerei Eibau und in der Privatbrauerei Giessen, die Black und Cherry Porter herstellt.
Der Name „Porter“ ist nicht mehr standardisiert. Insofern wird heutzutage sowohl Porter in der klassischen deutschen Starkbiertradition vertrieben, aber auch Biere, die in Anlehnung an den späteren britischen und amerikanischen Stil einen niedrigeren Alkoholgehalt haben oder teilweise sogar nachgesüßt sind, werden so bezeichnet. Bekanntester Vertreter letzterer Gattung ist das mit Zucker versetzte Lausitzer Porter aus der Bergquell-Brauerei Löbau.
Im Unterschied zu früheren Zeiten, als Porter in Deutschland ausschließlich ein männliches Substantiv war, wird heute auch die sächliche Form benutzt: das Porter.